# Rody Zambrano
Rody Zambrano (n. El Carmen, Ecuador; 21 de febrero de 1993) es un futbolista ecuatoriano. Juega de defensa y su equipo actual es Macará de la Serie A de Ecuador.

## Trayectoria
Rody Zambrano inició su carrera como futbolista en las divisiones inferiores de Barcelona Sporting Club en el 2008, luego en 2009 pasaría al Norte América e Independiente del Valle en la categoría sub-16, en la siguiente temporada pasa a El Nacional club donde debutaría en el 2011 en la primera categoría, en el club militar permaneció hasta el 2014, y en el 2015 pasa al Delfín Sporting Club.

## Estadísticas

### Clubes
Actualizado al último partido disputado el 17 de mayo de 2025.
| Club                          | Div.          | Temporada     | Liga  | Liga  | Copas nacionales | Copas nacionales | Copas internacionales | Copas internacionales | Total | Total |
| Club                          | Div.          | Temporada     | Part. | Goles | Part.            | Goles            | Part.                 | Goles                 | Part. | Goles |
| ----------------------------- | ------------- | ------------- | ----- | ----- | ---------------- | ---------------- | --------------------- | --------------------- | ----- | ----- |
| C. S. Norte América · Ecuador | 3.ª           | 2009          | 1     | 0     | —                | —                | —                     | —                     | 1     | 0     |
| C. S. Norte América · Ecuador | Total club    | Total club    | 1     | 0     | 0                | 0                | 0                     | 0                     | 1     | 0     |
| El Nacional · Ecuador         | 1.ª           | 2011          | 6     | 0     | —                | —                | —                     | —                     | 6     | 0     |
| El Nacional · Ecuador         | 1.ª           | 2012          | 1     | 0     | —                | —                | —                     | —                     | 1     | 0     |
| El Nacional · Ecuador         | 1.ª           | 2013          | 27    | 1     | —                | —                | —                     | —                     | 27    | 1     |
| El Nacional · Ecuador         | 1.ª           | 2014          | 24    | 0     | —                | —                | —                     | —                     | 24    | 0     |
| El Nacional · Ecuador         | Total club    | Total club    | 58    | 1     | 0                | 0                | 0                     | 0                     | 58    | 1     |
| Delfín S. C. · Ecuador        | 2.ª           | 2015          | 25    | 0     | —                | —                | —                     | —                     | 25    | 0     |
| Delfín S. C. · Ecuador        | 1.ª           | 2016          | 1     | 0     | —                | —                | —                     | —                     | 1     | 0     |
| Delfín S. C. · Ecuador        | Total club    | Total club    | 26    | 0     | 0                | 0                | 0                     | 0                     | 26    | 0     |
| Duros del Balón · Ecuador     | 3.ª           | 2017          | 15    | 1     | —                | —                | —                     | —                     | 15    | 1     |
| Duros del Balón · Ecuador     | Total club    | Total club    | 15    | 1     | 0                | 0                | 0                     | 0                     | 15    | 1     |
| Liga de Portoviejo · Ecuador  | 2.ª           | 2018          | 4     | 0     | —                | —                | —                     | —                     | 4     | 0     |
| Liga de Portoviejo · Ecuador  | Total club    | Total club    | 4     | 0     | 0                | 0                | 0                     | 0                     | 4     | 0     |
| Clan Juvenil · Ecuador        | 2.ª           | 2019          | 7     | 1     | 1                | 0                | —                     | —                     | 8     | 1     |
| Clan Juvenil · Ecuador        | Total club    | Total club    | 7     | 1     | 1                | 0                | 0                     | 0                     | 8     | 1     |
| Talleres · Ecuador            | 3.ª           | 2020          | 9     | 7     | —                | —                | —                     | —                     | 9     | 7     |
| Talleres · Ecuador            | Total club    | Total club    | 9     | 7     | 0                | 0                | 0                     | 0                     | 9     | 7     |
| Mushuc Runa · Ecuador         | 1.ª           | 2021          | 19    | 1     | —                | —                | —                     | —                     | 19    | 1     |
| Mushuc Runa · Ecuador         | 1.ª           | 2022          | 23    | 1     | 7                | 0                | 2                     | 0                     | 32    | 1     |
| Mushuc Runa · Ecuador         | 1.ª           | 2023          | 21    | 0     | —                | —                | —                     | —                     | 21    | 0     |
| Mushuc Runa · Ecuador         | 1.ª           | 2024          | 9     | 0     | 0                | 0                | —                     | —                     | 9     | 0     |
| Mushuc Runa · Ecuador         | Total club    | Total club    | 72    | 2     | 7                | 0                | 2                     | 0                     | 81    | 2     |
| C. D. Macará · Ecuador        | 1.ª           | 2024          | 15    | 0     | 1                | 0                | —                     | —                     | 16    | 0     |
| C. D. Macará · Ecuador        | 1.ª           | 2025          | 5     | 0     | 0                | 0                | —                     | —                     | 5     | 0     |
| C. D. Macará · Ecuador        | Total club    | Total club    | 20    | 0     | 1                | 0                | 0                     | 0                     | 21    | 0     |
| Total carrera                 | Total carrera | Total carrera | 212   | 12    | 9                | 0                | 2                     | 0                     | 223   | 12    |
| 1. 2.                         |               |               |       |       |                  |                  |                       |                       |       |       |

## Palmarés

### Campeonatos nacionales
| Título             | Club         | Año  |
| ------------------ | ------------ | ---- |
| Serie B de Ecuador | Delfín S. C. | 2015 |

### Campeonatos provinciales
| Título                           | Club            | Año  |
| -------------------------------- | --------------- | ---- |
| Segunda Categoría de Santa Elena | Duros del Balón | 2017 |